# Fast draw (стрелковый спорт)

На чемпионате мира 2019 года

Fast draw (с англ. — «быстрое выхватывание») — дисциплина в стрелковом спорте, восходящая к романтизированным традициям Дикого Запада. Популярна в основном в США. В ней воспроизводится ситуация внезапной перестрелки (англ. gunfight, см. Ганфайтер): стрелок должен за минимальное время достать оружие из кобуры, взвести курок и прицельно выстрелить от бедра один или несколько раз, смотря по условиям соревнований. Применяются револьверы одинарного действия, заряженные восковыми пулями или специальными холостыми патронами, мишенями служат металлические щиты или надувные шарики.

## Происхождение
«Быстрое выхватывание» как вид спорта появилось благодаря рассказам о приключениях на Диком Западе США. Известны реальные эпизоды спонтанных дуэлей и внезапных перестрелок в те времена: перестрелка Хикока и Татта в 1865 году, перестрелка в салуне «Лонг Бранч» в 1879, перестрелка у корраля О-Кей в 1881, дуэль Шорта и Кортрайта в 1887 и другие; история сохранила имена «быстрых» ганфайтеров — Дикий Билл Хикок, Док Холлидей, Джон Уэсли Хардин, Люк Шорт, Том Хорн, Билли Кид. В отличие от изображений в вестернах, дуэли на пистолетах в то время проводились в традиционной дуэльной стойке. Как правило, исторические западные дуэли представляли собой грубую форму «южного дуэльного кодекса», в высшей степени формализованного способа разрешения споров между джентльменами, которое берет свое начало в европейском рыцарстве. Большинство перестрелок, произошедших на Старом Западе, были более спонтанными, возникали из-за ожесточенных ссор и под воздействием алкоголя. Дуэли обычно не были формализованы и иногда происходили из-за остроты момента. В этих обстоятельствах тот, кто может выстрелить и поразить своего противника первым, обычно побеждал; но хладнокровие и точный расчет больше ценились настоящими стрелками той эпохи. Расхожее выражение «fast on the draw» или «quick on the draw» не обязательно подразумевало, что человек умеет особенно быстро вытаскивать пистолет. На самом деле это означало, что человек агрессивен и готов обнажить оружие по малейшему поводу. Современное «быстрое выхватывание» больше вдохновлено кинематографом, чем историческими перестрелками.

## Оснащение

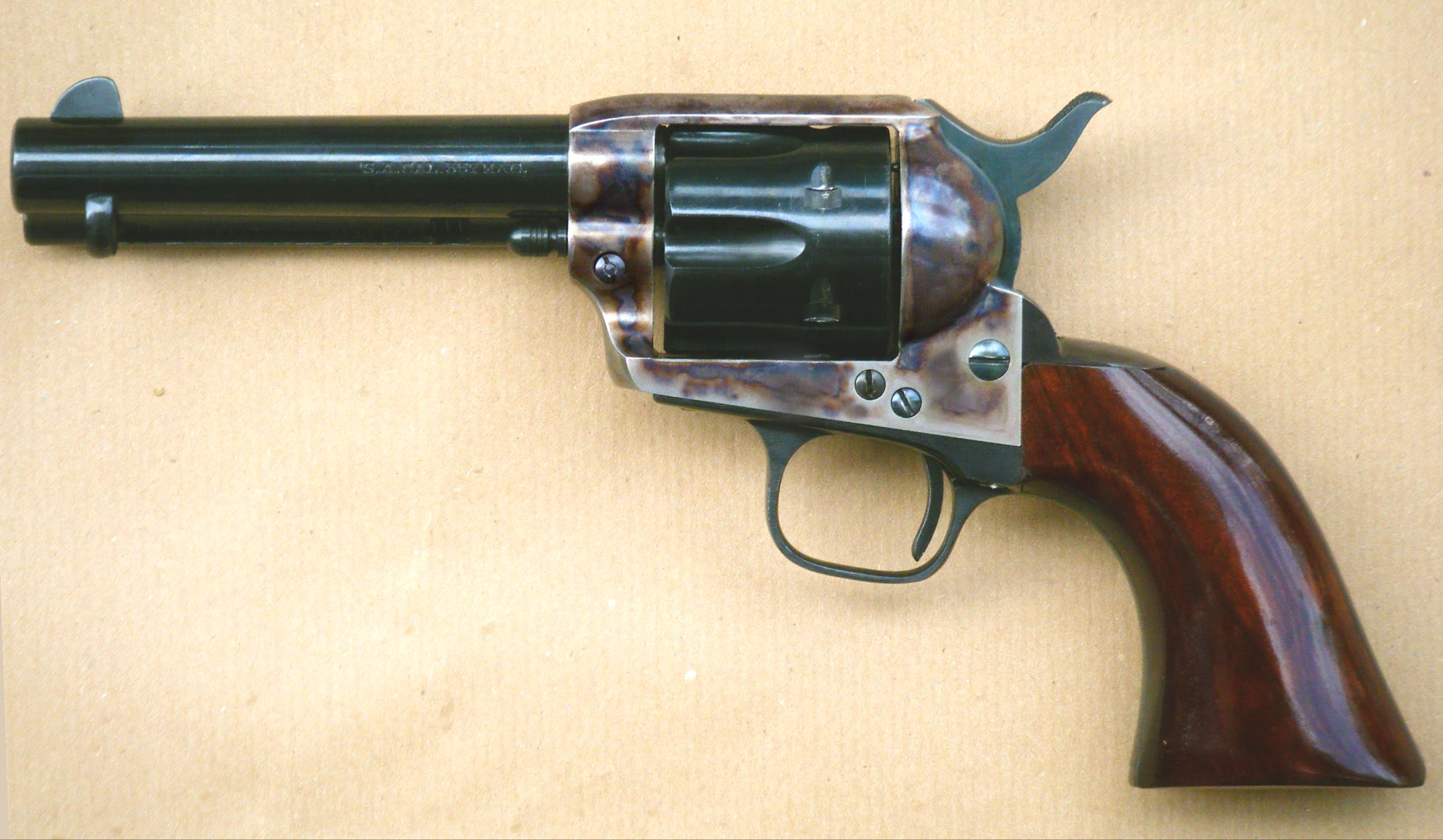
Кольт модели 1873 года или подобный револьвер — обычный инвентарь для Fast Draw

Согласно правилам Мировой ассоциации быстрой стрельбы (World Fast Draw Association, WFDA), на соревнованиях применяются исключительно шестизарядные револьверы без самовзвода «в стиле Запада», калибром от .32 до .45 включительно, с нарезным стволом не короче 45/8 дюйма. Установлены требования к возможным доработкам револьвера и используемым комплектующим (так, «не приветствуется» применение стволов и барабанов из алюминиевого сплава). Регламентирована даже отделка оружия: допускается только воронение, хромирование или натуральный цвет стали. Установлены строгие правила к размерам кобуры, размещению револьвера в ней и положению кобуры на теле стрелка; стрельба сквозь кобуру запрещена. Мишени при стрельбе восковыми пулями применяются металлические (силуэтные, прямоугольные и круглые разных размеров) и надувные шарики диаметром 9 дюймов. Холостыми зарядами стреляют по 4- и 9-дюймовым шарикам. Внешний вид участников должен соответствовать «стилю Запада»: ковбойские рубашки и брюки, сапоги со шпорами или мокасины.